# Les Bordes (Loiret)
 Les Bordes  es una población y comuna francesa, situada en la región de Centro, departamento de Loiret, en el distrito de Orleans y cantón de Ouzouer-sur-Loire.

## Demografía
| 845 | 861 | 1024 | 1117 | 1389 | 1445 |
| Para los censos de 1962 a 1999 la población legal corresponde a la población sin duplicidades (Fuente: INSEE [Consultar]) |     |      |      |      |      |